# Tomica i prijatelji u novoj avanturi
Tomica i prijatelji u novoj avanturi (eng. Thomas & Friends: Big World! Big Adventures!) je britanski animirani film redatelja David Stoten iz 2018. godine i filmskog serijala Tomica i prijatelji.

## Glavne uloge
- John Hasler
- Keith Wickham
- Rob Rackstraw
- Nigel Pilkington
- Steven Kynman
- Joe Mills
- Tim Whitnall
- Matt Wilkinson
- Rufus Jones
- Teresa Gallagher
- Nicola Stapleton
- Kerry Shale
- Bob Golding
- Rasmus Hardiker
- Lucy Montgomery
- Dan Li
- Gabriel Porras
- Su-Lin Looi
- Yvonne Grundy
- Patricia Kihoro
- Rachael Miller
- Abubakar Salim
- Richie Campbell
- Akiya Henry
- Chipo Chung
- Dona Adwera
- Peter Andre
- David Menkin
- Christopher Ragland
- Joseph May
- William Hope
- Jules de Jongh
- Glenn Wrage

## Vanjske poveznice
- Tomica i prijatelji u novoj avanturi na Internet Movie Databaseu (engl.)